# Щириця хвостата
Щириця хвостата (Amaranthus caudatus) — вид щириці, однорічна рослина. Рослина походить з Америки, поширена в культурі як декоративна, а також дико як бур'ян.

## Назва
Інші назви — оксамитник хвостатий, лисячий хвіст садовий, амарант, щир червоний, щириця червона.

## Біологічний опис
Фотосинтез відбувається за механізмом С4, який дозволяє розвиватися на сухих ділянках. Види роду Amarantus можуть вільно схрещуватися один з одним, чому сприяє аналогічна кількість хромосом.[відсутнє в джерелі]

## Значення
У деяких районах традиційно вирощується як зернова культура. Багато частин рослини, включаючи листя і насіння, їстівні. Вживається в їжу в Індії і Південній Америці, де відомий під назвою кивіча (англ. kiwicha). Відсутність клейковини і високий вміст білка робить рослину цінною для хворих на целіакію і вегетаріанців.
Використовується як декоративна рослина. В англомовних країнах відомий під назвою «кохання-брехня-кровотеча» (англ. love-lies-bleeding), у вікторіанській мові квітів служив символом «безнадійного кохання».